# Myxilla arenaria
Myxilla arenaria är en svampdjursart som beskrevs av Arthur Dendy 1905. Myxilla arenaria ingår i släktet Myxilla och familjen Myxillidae.
Artens utbredningsområde är Sri Lanka. Inga underarter finns listade i Catalogue of Life.